# Несс (тауншип, Миннесота)
Несс (англ. Ness) — тауншип в округе Сент-Луис, Миннесота, США. На 2000 год его население составило 60 человек.

## География
По данным Бюро переписи населения США площадь тауншипа составляет 91,2 км², из которых 90,3 км² занимает суша, а 0,9 км² — вода (0,97 %).

## Демография
По данным переписи населения 2000 года здесь находились 60 человек, 27 домохозяйств и 16 семей. Плотность населения —  0,7 чел./км². На территории тауншипа расположено 57 построек со средней плотностью 0,6 построек на один квадратный километр. Расовый состав населения: 100,00 % белых. Испанцы или латиноамериканцы любой расы составляли 3,33 % от популяции тауншипа.
Из 27 домохозяйств в 18,5 % воспитывались дети до 18 лет, в 48,1 % проживали супружеские пары, в 7,4 % проживали незамужние женщины и в 40,7 % домохозяйств проживали несемейные люди. 37,0 % домохозяйств состояли из одного человека, при том 7,4 % из — одиноких пожилых людей старше 65 лет. Средний размер домохозяйства — 2,22, а семьи — 2,88 человека.
20,0 % населения — младше 18 лет, 1,7 % — в возрасте от 18 до 24 лет, 31,7 % — от 25 до 44, 26,7 % — от 45 до 64, и 20,0 % — старше 65 лет. Средний возраст — 44 года. На каждые 100 женщин приходилось 106,9 мужчин. На каждые 100 женщин старше 18 приходилось 152,6 мужчин.
Средний годовой доход домохозяйства составлял 39 167 долларов, а средний годовой доход семьи —  43 750 долларов. Средний доход мужчин —  36 250  долларов, в то время как у женщин — 24 583. Доход на душу населения составил 15 934 доллара. За чертой бедности не находилась ни одна семья и 13,3 % всего населения тауншипа, из которых 37,5 % старше 65 лет.